# Potáplice severní
Potáplice severní (Gavia arctica) je středně velký druh potáplice, vodního ptáka ze stejnojmenného řádu.

## Popis
Zobák je silný a rovný, slabší než u potáplice lední. Oproti potáplici malé má strmé čelo, kulaté temeno a silnější krk. Ve svatebním šatu má šedé temeno a zadní stranu krku, černou skvrnu na přední straně krku a černobíle proužkované strany krku. Na hřbetě má kontrastní černobílou kresbu. V prostém šatu je shora tmavá, zespodu bílá; větší část krku je tmavá. Charakteristická je při plavání bílá skvrna v zadní části těla nad hladinou. Hnízdí na sladkovodních jezerech nebo v mořských zálivech, v České republice se objevuje převážně na tahu od října do prosince.

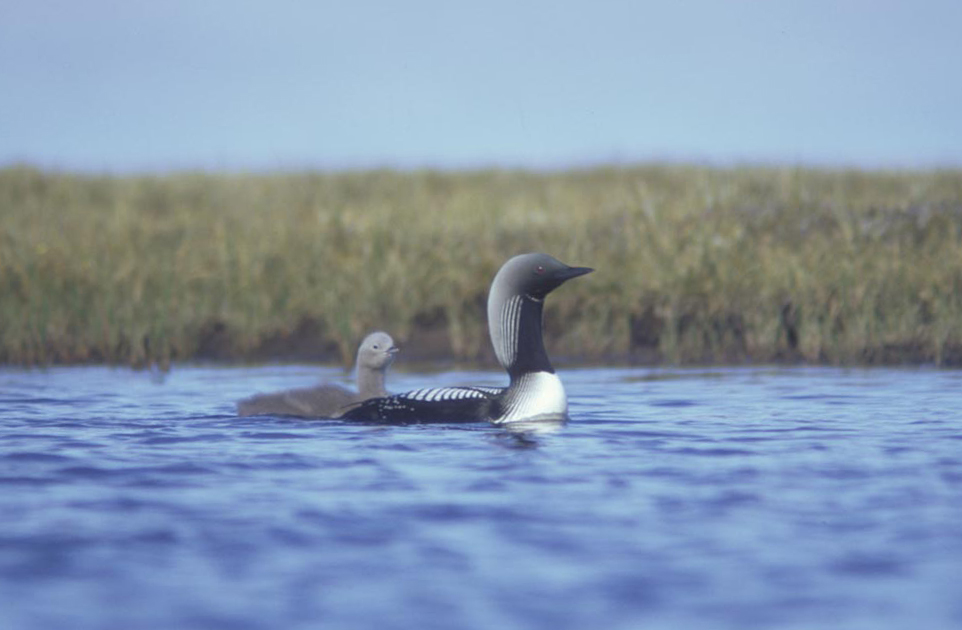
Dospělý pták s mládětem
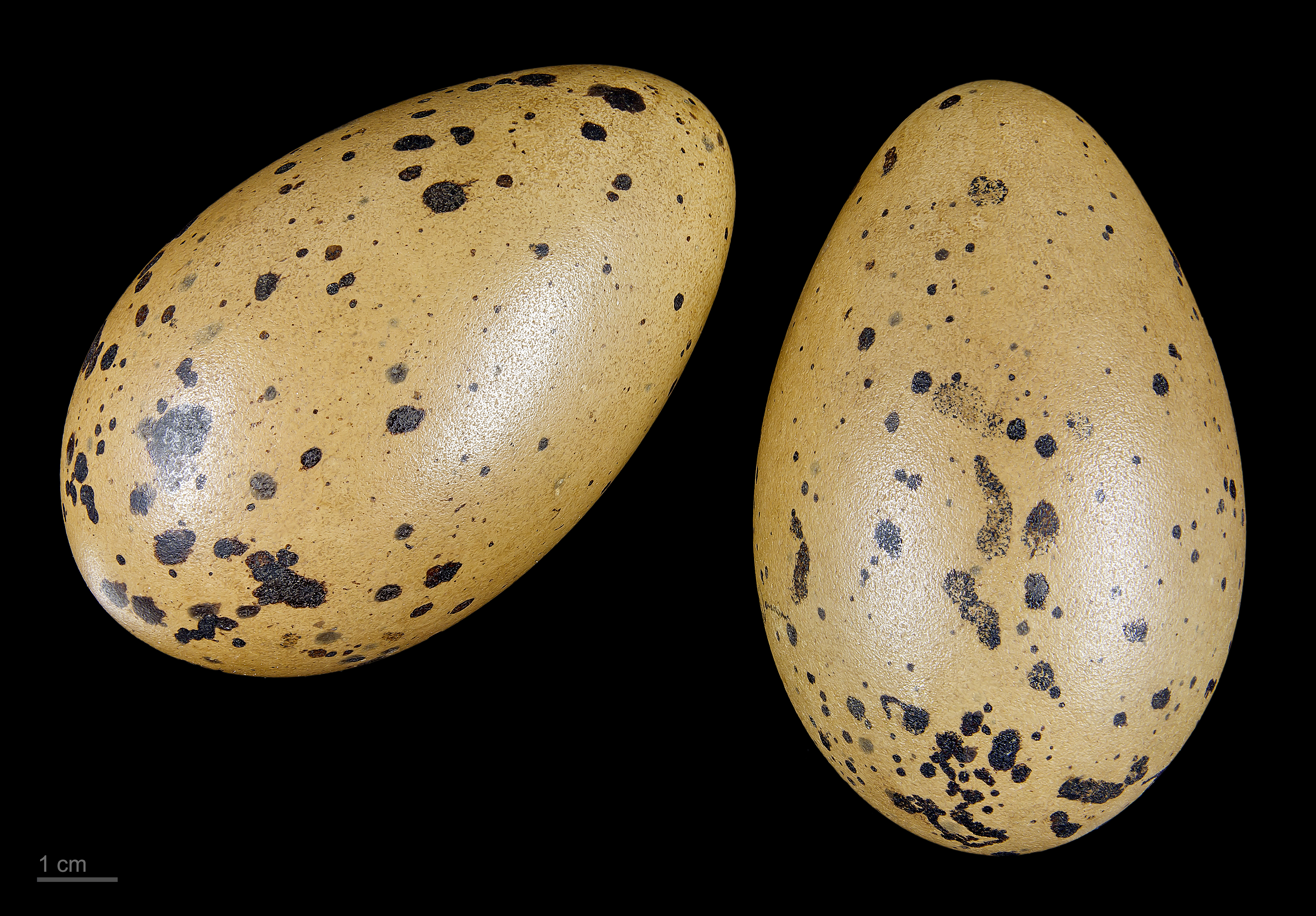
Vejce potáplice severní (Gavia arctica)